# August Noack
Christian Carl August Noack (né le 27 septembre 1822 à Bessungen, mort le 12 novembre 1905 à Darmstadt) est un peintre hessois.

## Biographie
August est le troisième des six enfants de Heinrich Ludwig Noack, haut fonctionnaire du grand-duché de Hesse, et de son épouse Sofia Christiane Werner, fille d'un orfèvre et bijoutier. En 1836, il est l'un des premières élèves de l'école de commerce de Darmstadt qui vient d'être créée. L'année suivante, il commence une formation artistique auprès d'August Lucas.
De 1839 à 1842, il est l'élève de Wilhelm von Schadow, Karl Ferdinand Sohn et Carl Friedrich Lessing à l'académie des beaux-arts de Düsseldorf. De 1843 à 1846, il travaille comme portraitiste à Kitzingen et Wurtzbourg, où il a un atelier avec Richard Freytag. De 1846 à 1851, il voyage et vit à Munich et à Salzbourg, où il fréquente Paul Weber, un ancien camarade.
En 1849, il étudie à Anvers. En 1855, il revient à Darmstadt comme peintre de la cour et fait un voyage de quelques mois en Italie. En décembre, il épouse Leontine Frobenius qu'il a rencontrée en 1844 à Kitzingen. Ce mariage donnera quatre enfants. En 1868, il fait un deuxième long voyage en Italie. En 1870, il construit une villa à Darmstadt dans le style italien.
En 1872, Noack est nommé professeur de dessin et de peinture à l'école polytechnique de Darmstadt. Il prend sa retraite le 31 mars 1901.

### Source de la traduction
- (de) Cet article est partiellement ou en totalité issu de l’article de Wikipédia en allemand intitulé « August Noack » (voir la liste des auteurs).